# Brad Johnson (Schauspieler, 1924)
Elmer Bradley Johnson (* 23. Juli 1924 in Marysville, Kalifornien, Vereinigte Staaten; † 4. April 1981 in Burbank, Kalifornien, Vereinigte Staaten) war ein US-amerikanischer Film- und Fernsehschauspieler.

## Leben
Brad Johnson wurde 1924 in Marysville, im US-Bundesstaat Kalifornien geboren. Er besuchte die USC School of Dramatic Arts, die University of Southern California, die Placer High School und die University of California, Berkeley.
1951 hatte Johnson bei dem Film Call Me Mister erstmals eine Rolle inne. In der Fernsehserie The Cisco Kid hatte er 1951 erstmals eine wiederkehrende Rolle. 1954 bis 1957 hatte er in 81 Folgen der Fernsehserie Annie Oakley eine Rolle inne.
Er war mit Adele Cook Johnson verheiratet und er hatte zwei Kinder. Seine Enkelin ist die Schauspielerin Azura Skye.

## Filmografie
- 1951: Call Me Mister
- 1951: Bedtime for Bonzo
- 1951: Follow the Sun
- 1951: The Cisco Kid (Fernsehserie, 2 Folgen)
- 1952: Die größte Schau der Welt (The Greatest Show on Earth)
- 1952: Tolle Texasgirls (Outlaw Women)
- 1952: The Files of Jeffrey Jones (Fernsehserie, eine Folge)
- 1952–1953: Cowboy G-Men (Fernsehserie, 5 Folgen)
- 1952–1953: My Little Margie (Fernsehserie, 2 Folgen)
- 1952–1960: Im Wilden Westen (Death Valley Days, Fernsehserie, 5 Folgen)
- 1953: The Lady Wants Mink
- 1953: The Marksman
- 1953: Champ for a Day
- 1953: Schwere Colts in zarter Hand (Calamity Jane)
- 1953: The Range Rider (Fernsehserie, 3 Folgen)
- 1954–1957: Annie Oakley (Fernsehserie, 81 Folgen)
- 1955: Eisenbahndetektiv Matt Clark (Stories of the Century, Fernsehserie, Folge 2x06)
- 1955: Rin Tin Tin (The Adventures of Rin Tin Tin, Fernsehserie, Folge 2x08)
- 1955: Der Sheriff von Lincoln City (Last of the Desperados)
- 1957: Corky und der Zirkus (Circus Boy, Fernsehserie, Folge 1x27)
- 1957: State Trooper (Fernsehserie, Folge 1x32)
- 1957–1958: Wyatt Earp greift ein (The Life and Legend of Wyatt Earp, Fernsehserie, 2 Folgen)
- 1958: Rescue 8 (Fernsehserie, Folge 1x04)
- 1958: Target (Fernsehserie, Folge 1x38)
- 1958: König der Freibeuter (The Buccaneer)
- 1958: Counterspy (Fernsehfilm)
- 1959: Wells Fargo (Tales of Wells Fargo, Fernsehserie, Folge 3x19)
- 1959: Abenteuer im wilden Westen (Dick Powell’s Zane Grey Theater, Fernsehserie, Folge 3x24)
- 1959: Dennis, Geschichten eines Lausbuben (Dennis the Menace, Fernsehserie, Folge 1x12)
- 1959–1960: Maverick (Fernsehserie, 2 Folgen)
- 1959–1960: Shotgun Slade (Fernsehserie, 2 Folgen)
- 1960: Die Dame und der Killer (Heller in Pink Tights)
- 1960: Cheyenne (Fernsehserie, Folge 4x13)
- 1960: Overland Trail (Fernsehserie, Folge 1x09)
- 1960: New Orleans, Bourbon Street (Bourbon Street Beat, Fernsehserie, Folge 1x36)
- 1960: Wagon Train (Fernsehserie, Folge 4x07)
- 1961: Surfside 6 (Fernsehserie, Folge 1x20)
- 1963: 77 Sunset Strip (Fernsehserie, Folge 5x15)
- 1964: Stunde der Entscheidung (Kraft Suspense Theatre, Fernsehserie, Folge 1x17)
- 1965: Bei Madame Coco (The Art of Love)
- 1967: Rauchende Colts (Gunsmoke, Fernsehserie, Folge 13x02)